# Центрально-Китайская экспедиционная армия (Япония)
Нака Сина хакэн-гун (яп. 中支那派遣軍 Нака Сина хакэн-гун) — группировка японских войск, действовавшая в Центральном Китае в 1938—1939 годах.
Центрально-Китайская экспедиционная армия была образована из войск бывшего Центрально-Китайского фронта, расформированного 14 февраля 1938 года, после взятия Нанкина.
12 сентября 1939 года приказом № 362 за счёт объединения Центрально-Китайской экспедиционной армии и Северо-Китайского фронта была образована Экспедиционная армия в Китае.

## Список командного состава

### Командующие
|   | Имя                  | С               | По               |
| - | -------------------- | --------------- | ---------------- |
| 1 | Генерал Сюнроку Хата | 14 февраля 1938 | 14 декабря 1938  |
| 2 | Генерал Отодзо Ямада | 14 декабря 1938 | 23 сентября 1939 |

### Начальники штаба
|   | Имя                              | С               | По               |
| - | -------------------------------- | --------------- | ---------------- |
| 1 | Генерал Масакадзу Кавабэ         | 15 февраля 1938 | 30 января 1939   |
| 2 | Генерал-лейтенант Тэйити Ёсимото | 31 января 1939  | 23 сентября 1939 |